# Svalbard och Jan Mayen

Svalbard och Jan Mayens läge i världen.

Svalbard och Jan Mayen (norska: Svalbard og Jan Mayen) är en statistisk beteckning på de norska områdena Svalbard och Jan Mayen som uttrycks i standarden ISO 3166-1. Även om Svalbard och Jan Mayen är en gemensam enhet i Internationella standardiseringsorganisationen sedan 1997 så är de administrativt två separata områden. Detta har ytterligare resulterat i toppdomänen .sj, som inte används i praktiken. Svalbard och Jan Mayens invånare använder istället Norges toppdomän .no. FN:s statistiska avdelning (UNSD) använder också koden, men kallar dem istället Svalbard och Jan Mayen-öarna.
Svalbard är en ögrupp i Norra ishavet under norsk suveränitet, som fått särskild status till följd av Spetsbergtraktaten från 1920. Jan Mayen är en avsides belägen ö mellan Norska havet och Grönlandshavet; den har ingen permanent befolkning och dess förvaltning anförtros åt Nordland fylke. Båda platserna är kommunfria områden som lyder direkt under norska staten. Tillsammans har Svalbard och Jan Mayen en yta på omkring 61 426 km² och en befolkning på omkring 2 926, alla på ön Spetsbergen i Svalbard.
En separat kod för Svalbard föreslogs av FN, men norska myndigheter tog initiativ för att inkludera Jan Mayen i beteckningen.

## Beståndsdelar

### Svalbard

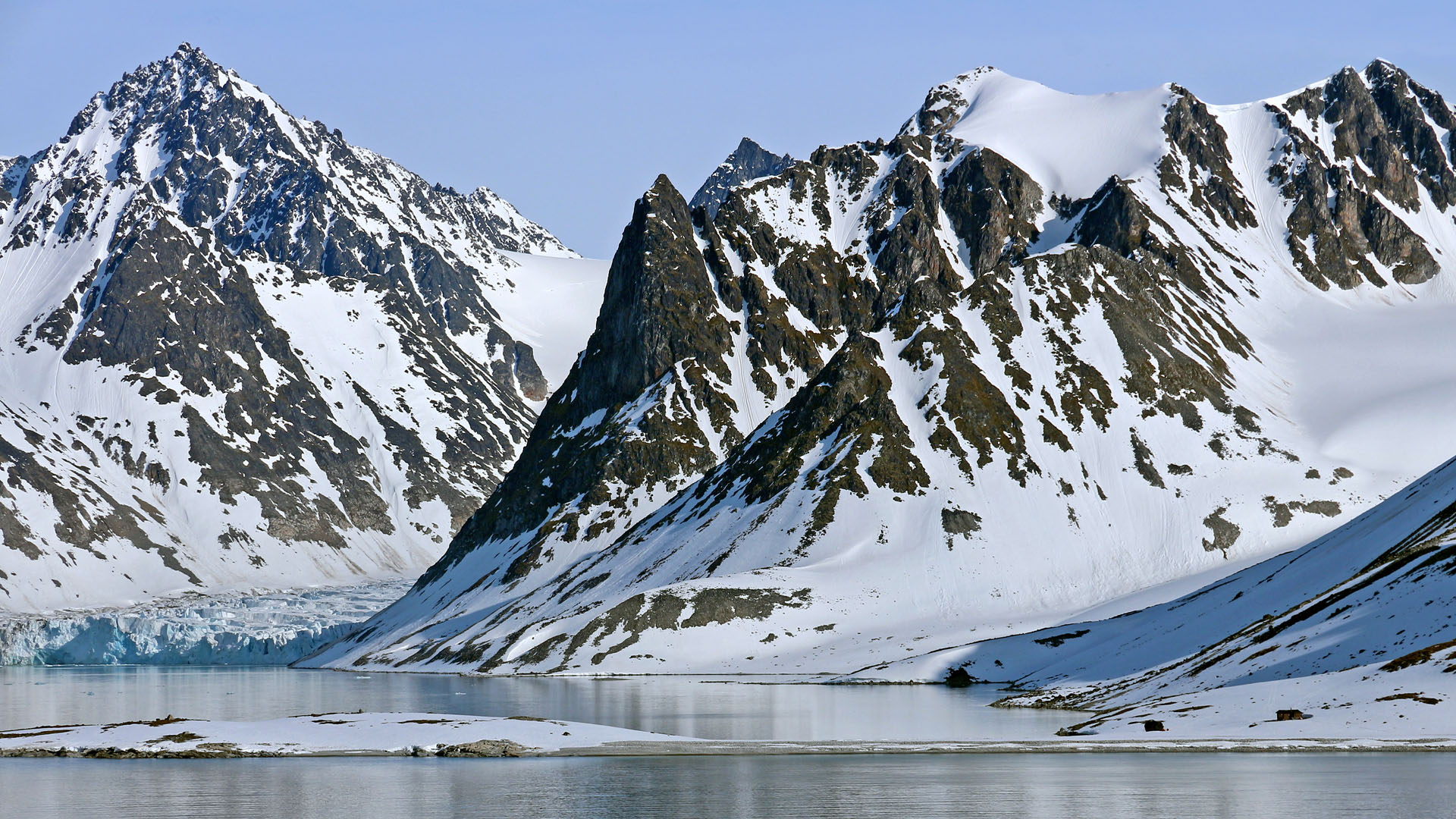
Fjord på Svalbard.

Svalbard är en ögrupp i Norra ishavet belägen ungefär halvvägs mellan Nordkap och den geografiska nordpolen. Spetsbergstraktaten definierar Svalbard som samtliga öar belägna mellan 74° till 81° N och 10° till 35° Ö, från Björnön i syd till Sjuöarna i norr och från Prins Karls Forland i väst till Vitön i öst. Den största ön är Spetsbergen, som utgör mer än hälften av Svalbards yta, följt av Nordaustlandet och Edgeön.
Svalbards statsrättsliga ställning regleras i Spetsbergtraktaten från 1920. De 46 länder som undertecknat fördraget erkänner norsk suveränitet över Svalbard även om alla stater har lika rätt till att bedriva näringsverksamhet på öarna, såsom gruvdrift eller fiske. I nuläget är det endast Norge och Ryssland som nyttjar dessa rättigheter. Svalbard är inte en del av varken Schengenområdet eller nordiska passunionen, vilket innebär obligatorisk kontroll av giltig resehandling vid resa till och från öarna.
Sysselmästaren på Svalbard har sitt säte i Svalbards administrativa centrum Longyearbyen, på Spetsbergens västkust. Av ögruppens 2 926 invånare bor 2 465 i Longyearbyen. Merparten av Svalbards infrastruktur finns också i detta samhälle, bland annat Svalbards flygplats med förbindelse till Norges fastland och andra orter i ögruppen. De övriga bebodda samhällena på Svalbard är den ryska gruvorten Barentsburg och forskningscentrumet Ny-Ålesund.

### Jan Mayen
Jan Mayen är en vulkanisk ö mellan Norska havet och Grönlandshavet. Den är 381 km² stor och består delvis av glaciärer. Landskapet på ön kännetecknas av världens nordligaste vulkan, Beerenberg, som med sina 2 277 meter över havet också är ett av Norges högsta berg. Jan Mayen är obebodd bortsett från en antal vetenskapliga och tekniska team i basen Olonkinbyen på öns sydöstkust.

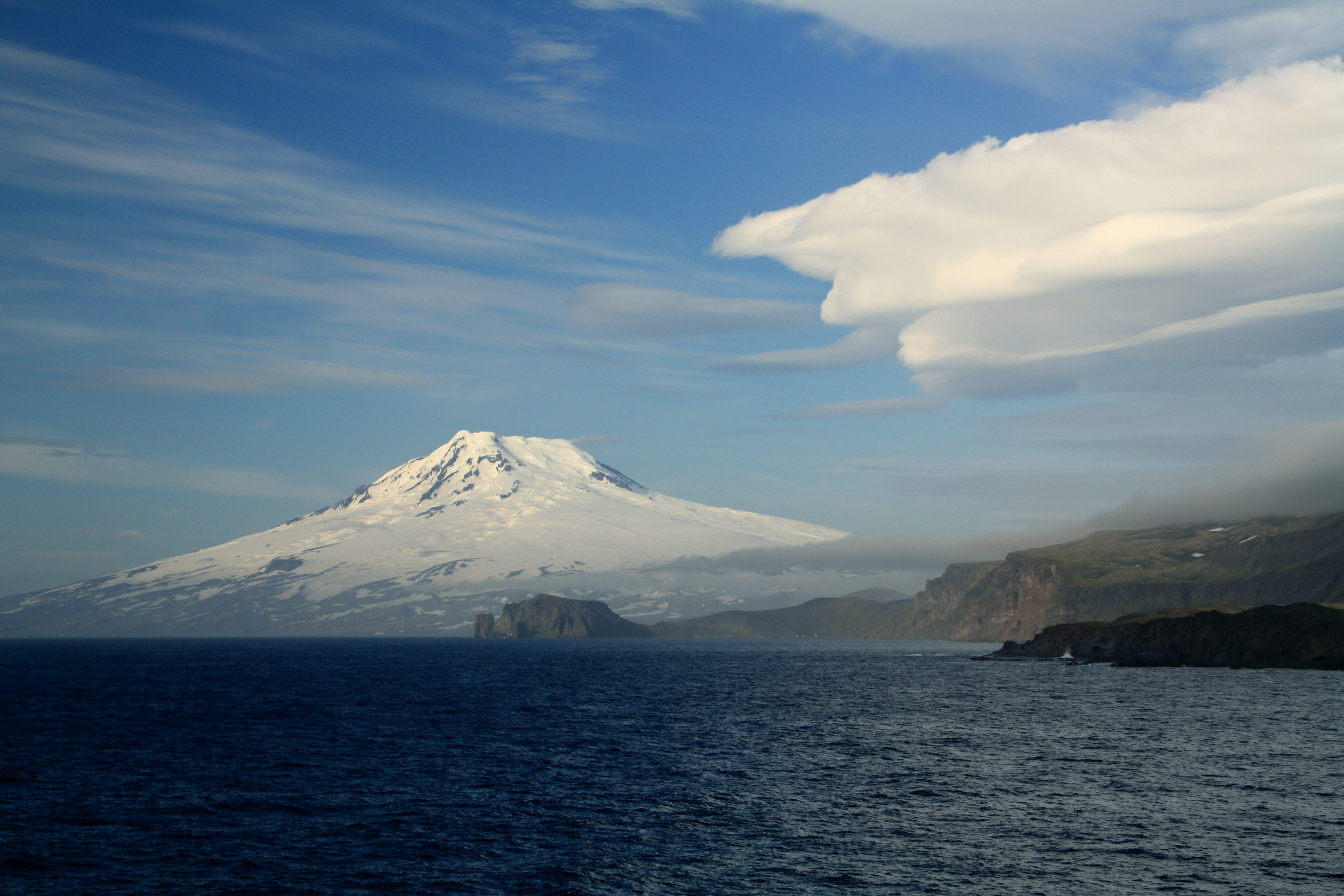
Jan Mayens landskap med Beerenberg synlig i bakgrunden.

Fram tills på 1920-talet räknades Jan Mayen som terra nullius. Ön administrerades tidigare av sysselmannen på Svalbard, men sedan 1994 förvaltas den av statsförvaltaren i Nordland fylke.

## Bruk

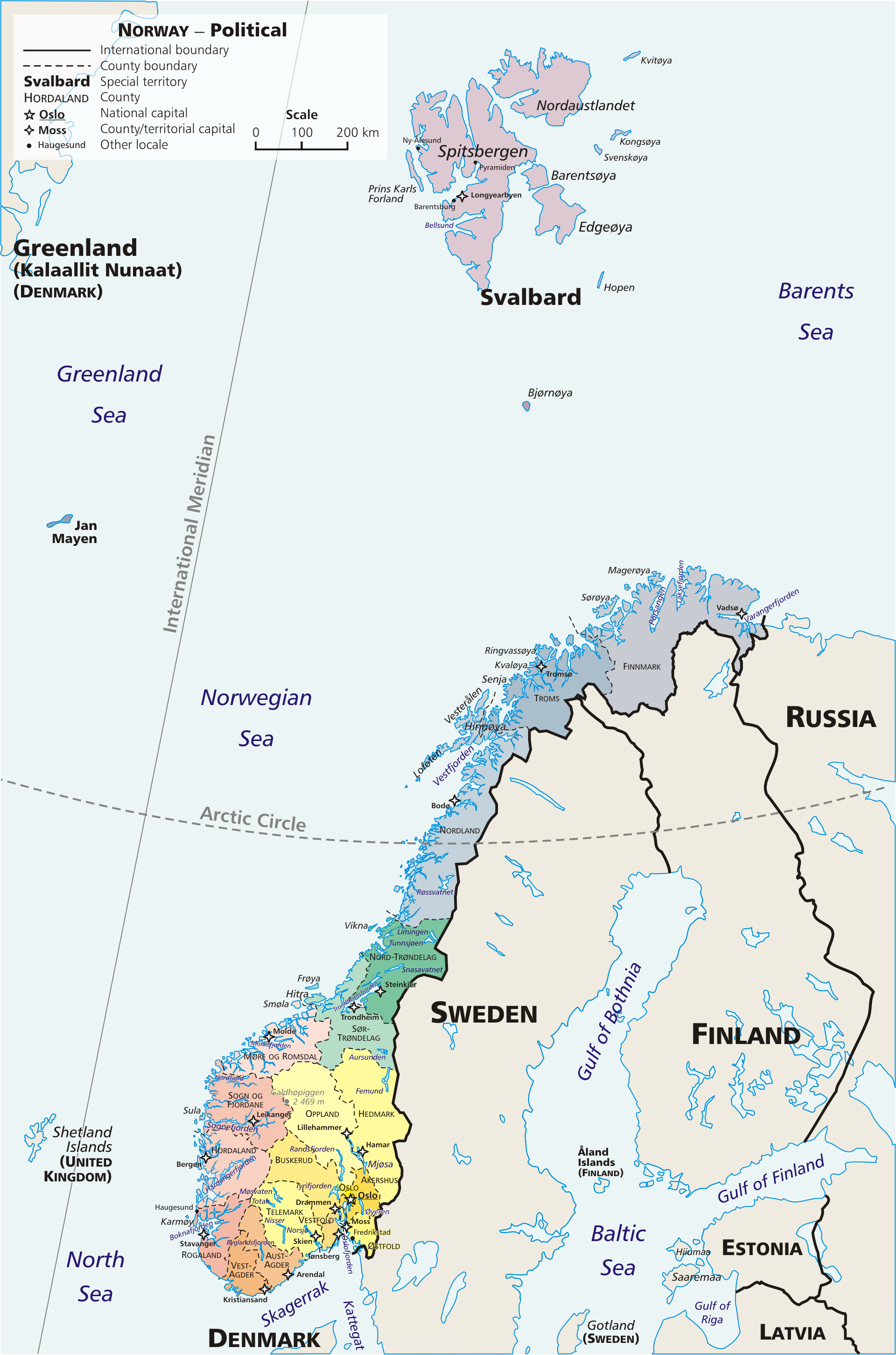
Karta över Norge som visar Svalbard och Jan Mayens läge.

### FN:s statistiska avdelning
ISO-beteckningen har en motsvarande kategori vid FN:s statistiska avdelning (UNSD) och användare av dessa system kan ibland rapportera separat för "Svalbard och Jan Mayen-öarna" istället för den generella kategorin "Norge". Gällande statistisk över befolkning och handel är "Svalbard och Jan Mayen" praktiskt taget synonymt med "Svalbard". Tidigare försök att ändra koden till enbart "Svalbard" har dock misslyckats på grund av motstånd från norska Utrikesdepartementet.
Varken Svalbard eller Jan Mayen har egna flaggor eller vapensköldar, så Norges flagga och riksvapen används för båda.

### ISO 3166-2
ISO 3166-2:SJ är koden för Svalbard och Jan Mayen i ISO 3166-2, ett system som tilldelar koder till subnationella administrativa enheter. Ingen uppdelning av Svalbard och Jan Mayen anges i ISO 3166-2, men ISO 3166-2:NO, som är Norges del av systemet, har de tilldelats separata koder:
- NO-21 Svalbard
- NO-22 Jan Mayen

### Toppdomän
Till följd av ISO 3166-1-koden har Svalbard och Jan Mayen även tilldelats toppdomänet .sj. Norid, som driver Norges toppdomän .no, fick även ansvaret för .sj och Bouvetöns .bv 1997. Riktlinjer förhindrar registrering med några av dessa domäner och institut med kopplingar till Svalbard eller Jan Mayen använder istället .no. Norska myndigheter vill inte heller kommersialisera domänen, så varken .sj eller .bv kommer säljas till en tredje part.